# Parc national des forêts du Casentino, Monte Falterona, Campigna
Le parc national des forêts du Casentino, Monte Falterona, Campigna est un parc national situé en Italie. Créé en 1993, il couvre une superficie d'environ 368 kilomètres carrés, des deux côtés de la ligne de partage des eaux de l'Apennin entre la Romagne et la Toscane : il est divisé entre les provinces de Forlì Cesena, Arezzo et Florence. 80 % du parc est boisé.
Le 7 juillet 2017, à Cracovie, l'UNESCO a inclus la Réserve naturelle intégrale de Sasso Fratino et les anciennes forêts de hêtres incluses dans le périmètre du parc, dans le site du patrimoine mondial intitulé forêts primaires de hêtres des Carpates et d’autres régions d’Europe.

## Description et lieux d'intérêt
Il s'étend autour d'une longue crête, descendant en pente raide le long des vallées parallèles de la Romagne, puis peu à peu sur le côté de la Toscane, ou il présente un relief plus doux, en particulier dans la région du Casentino, qui descend progressivement vers la large vallée de l'Arno.
Parmi les sites intéressants : 
- Campigna - sapin blanc
- Acquacheta - cascade, mentionnée dans la Divine Comédie de Dante
- Badia Prataglia - hêtre
- Camaldoli - monastère
- Fiumicello - moulin
- Jardin Botanique de Valbonella - jardin botanique près de Corniolo
- Arboretum Carlo Siemoni- musée historique et arboretum, situé à Badia Prataglia
- Tredozio- Vallée de la rivière Tramazzo
- Chiusi della Verna - lieux Franciscains
- Castagno d'Andrea - châtaignier
- Ridracoli - lac et barrage
- Foresta della Lama - faune
- Sasso Fratino (750 ha) - première réserve naturelle intégrale en Italie (1959) : forêts primaires, cascades
- Les ressorts du Tibre - Mont Fumaiolo

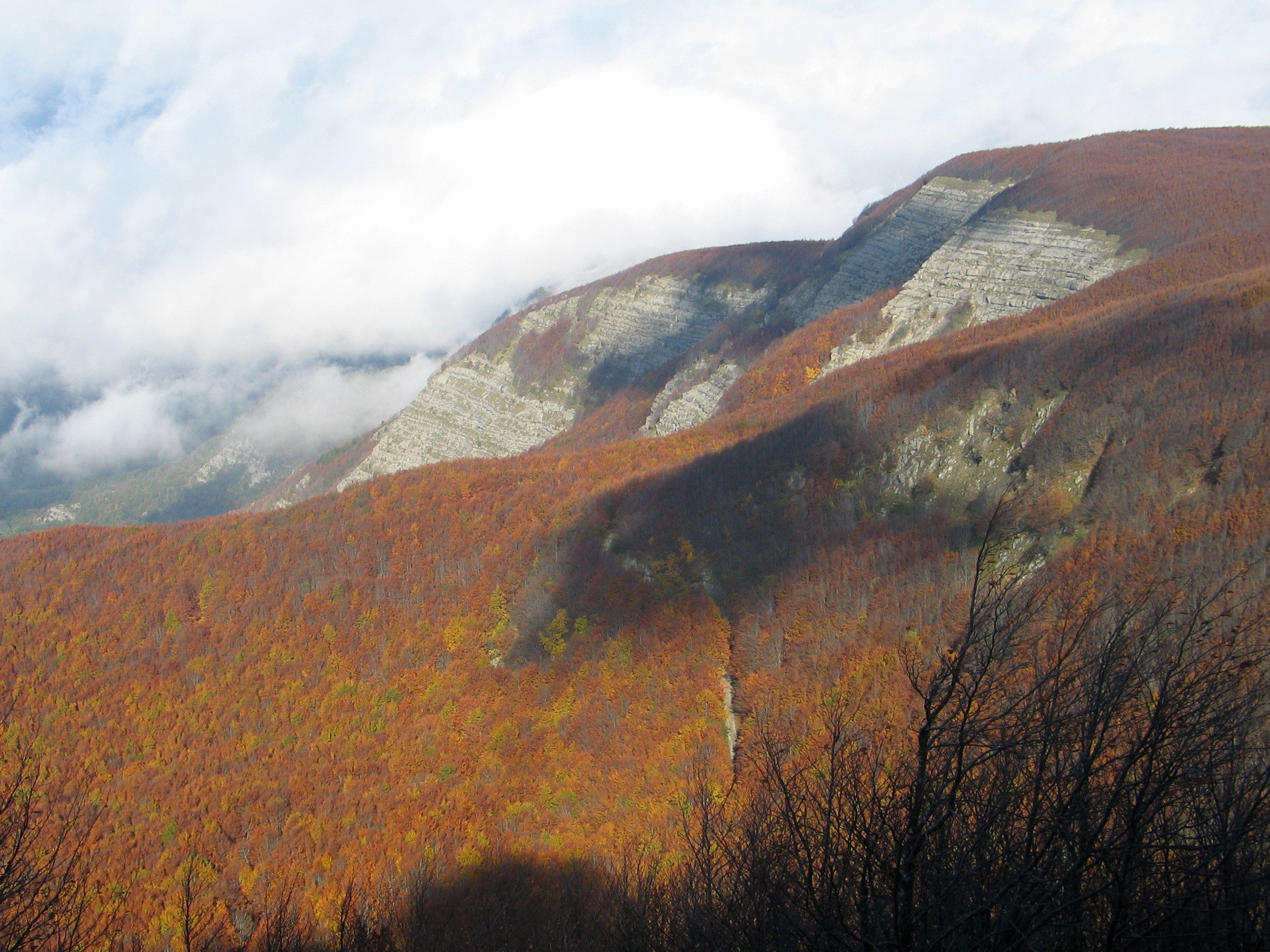
Vue depuis le sommet du mont Falco.

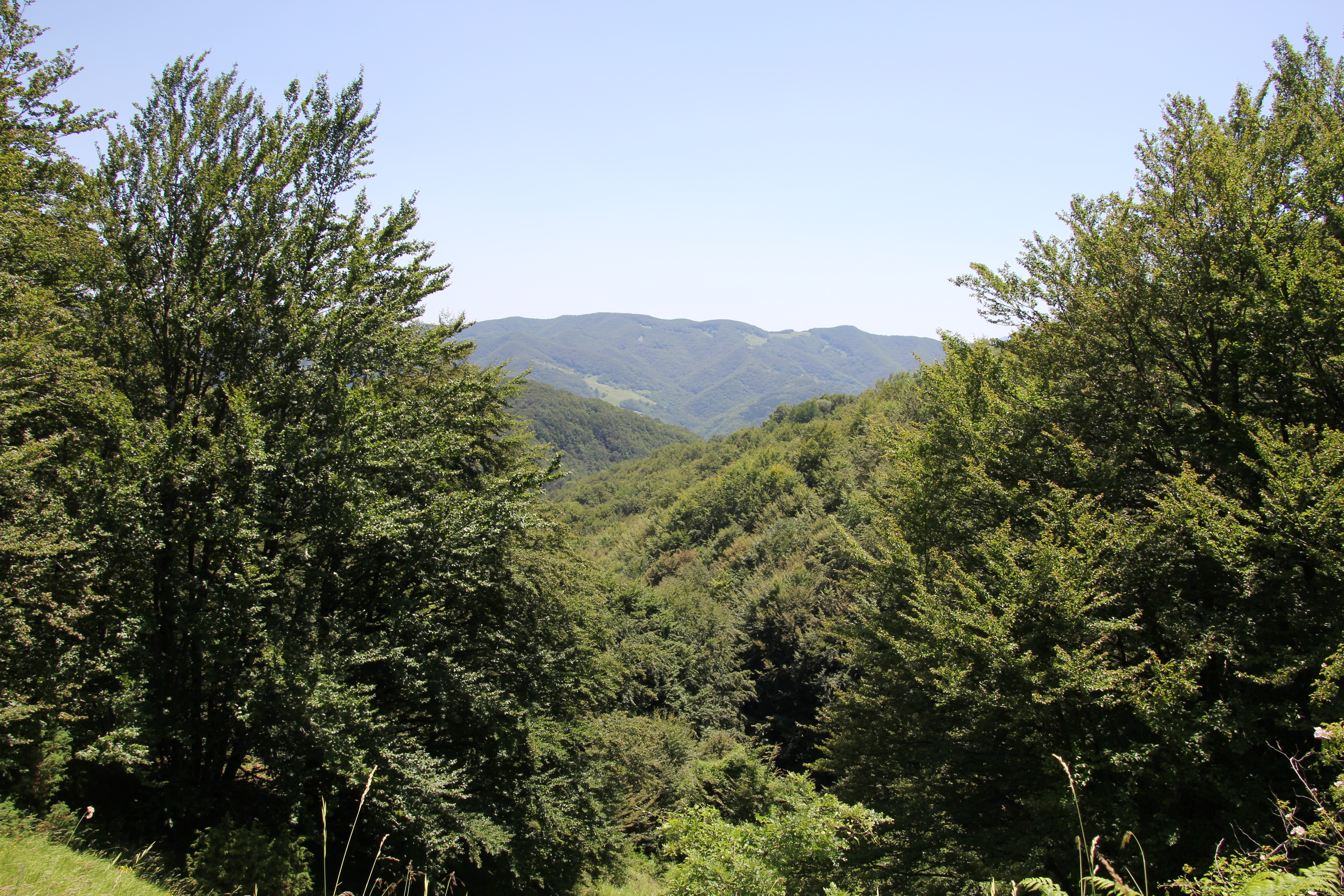
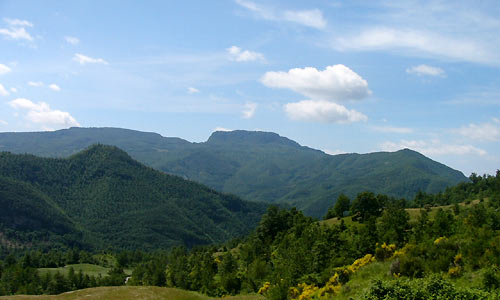
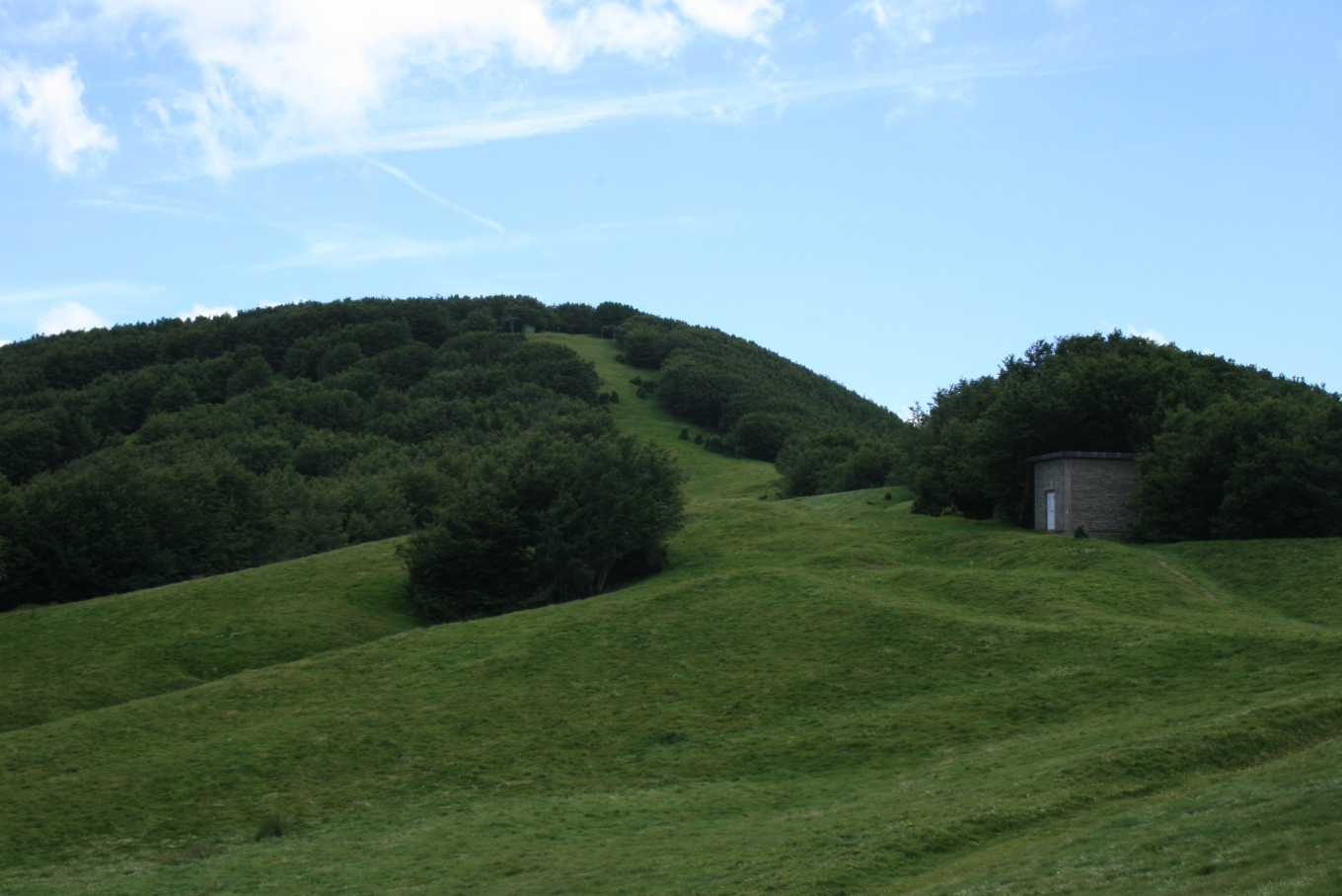
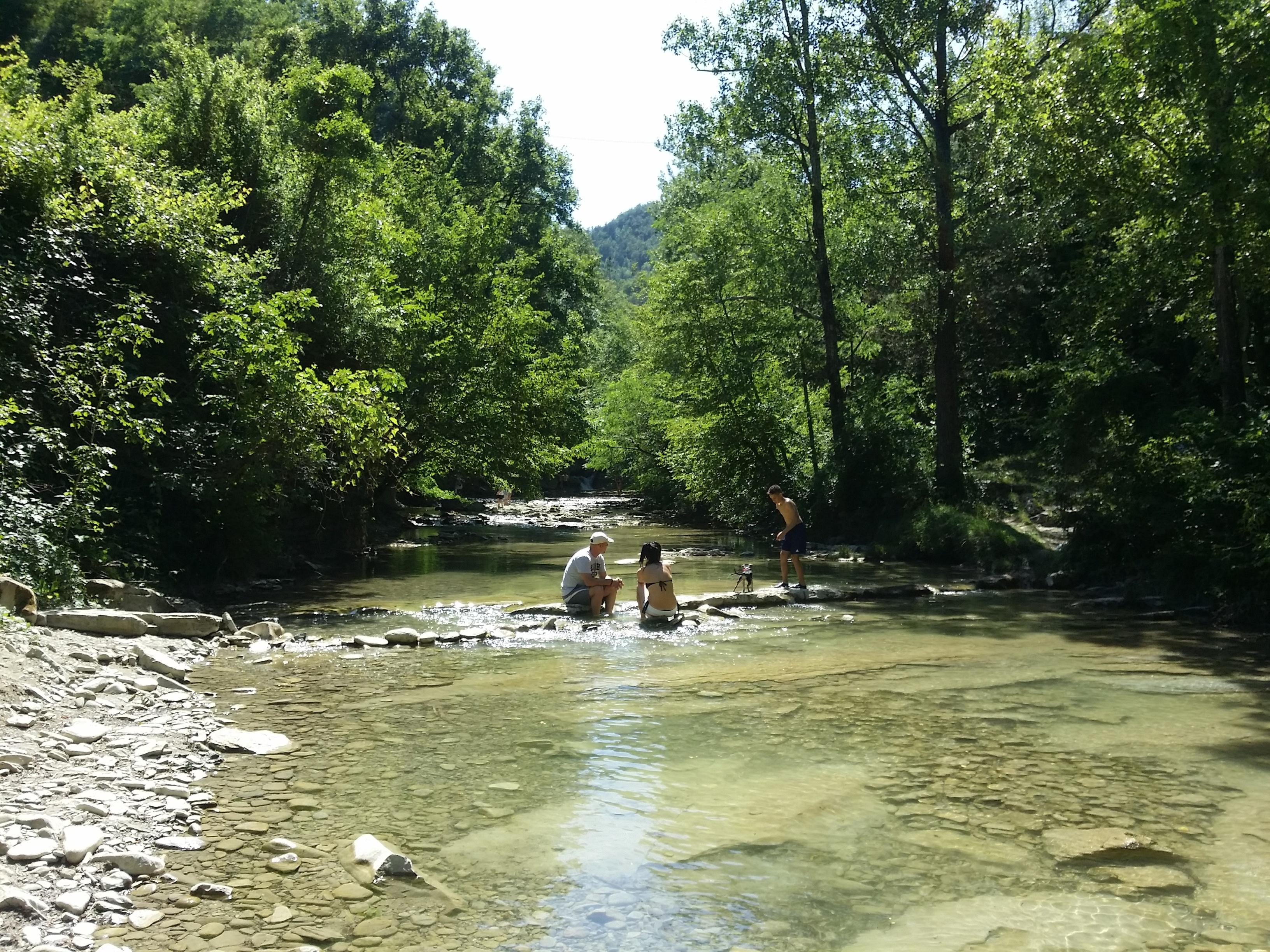
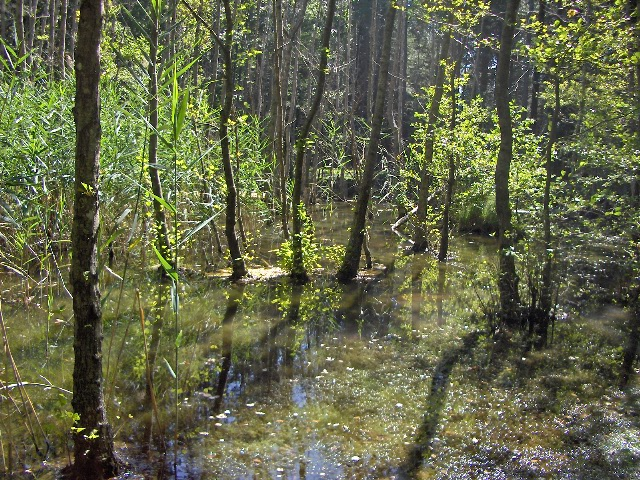

- Les ressorts de l'Arno - Monte Falterona

## Flore
Une grande partie du parc est boisée. On trouve des zones à la végétation de montagne, tous les types de forêts et de la végétation de basse-sous-montagne. La forêt est dominée par les chênes, les chênes turcs et les chênes sessiles, les bois de châtaigniers (en particulier dans le Camaldoli et à la Castagno d'Andrea du côté florentin). Dans les endroits rocailleux, on trouve encore de rares de plantations de chênes-lièges . 
La flore du parc compte plus de 1000 espèces herbacées, dont 48 d'arbres et d'arbustes. La végétation la plus remarquable se trouve dans le massif Mont Falco-Falterona.

## Faune
Elle comprend : chez les mammifères, le loup des Apennins, le daim, la martre, le cerf élaphe, le renard roux, le chevreuil, le sanglier, le blaireau. Les espèces d'oiseaux les plus remarquables sont le grand duc d'Europe, la chouette effraie, la buse variable, l'aigle et la chouette hulotte.
La Foresta della Lama est en 2001 le seul endroit connu en Italie où cohabitent les trois espèces de coléoptères Meligethes matronalis, M. subaeneus et M. coracinus.